# Mackenzie-Gletscher
Der Mackenzie-Gletscher ist ein 6 km langer Gletscher auf der Brabant-Insel im Palmer-Archipel vor der Westküste der Antarktischen Halbinsel. Er fließt vom Mount Parry in östlicher Richtung und mündet nach dem Zusammenfluss mit dem Malpighi-Gletscher über die Kayak Bay in die Pampa-Passage.
Die erste grobe Kartierung geht auf die Belgica-Expedition (1897–1899) des belgischen Polarforschers Adrien de Gerlache de Gomery zurück. Luftaufnahmen der Hunting Aerosurveys Ltd. aus den Jahren von 1956 bis 1957 dienten 1959 seiner Kartierung. Das UK Antarctic Place-Names Committee benannte ihn 1960 nach dem britischen Arzt James Mackenzie (1853–1925), einem Pionier in der Erforschung von Herzkrankheiten.